# Walther Reinhardt

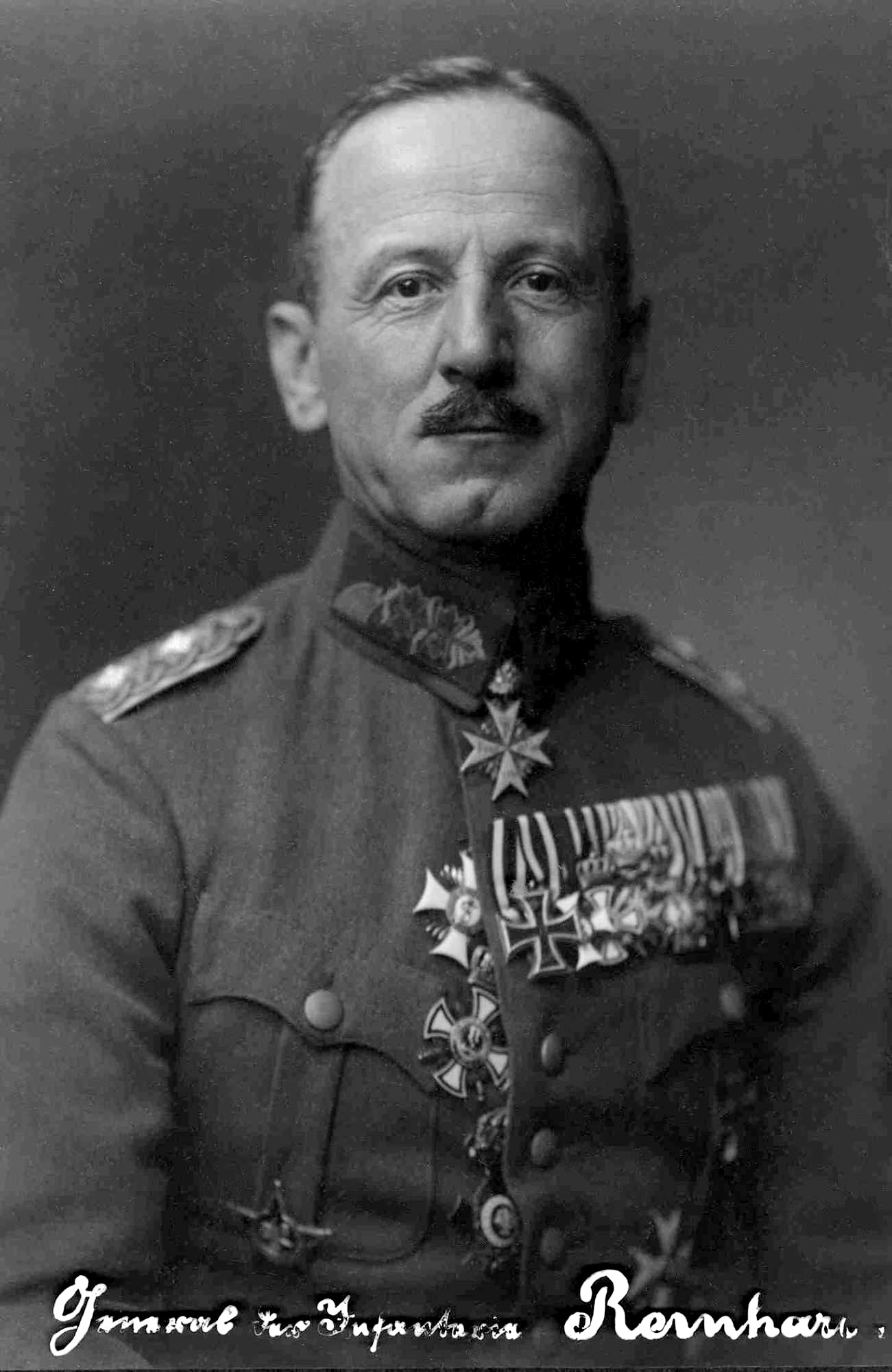
Walther Reinhardt um 1919

Walther Reinhardt (* 24. März 1872 in Stuttgart; † 8. August 1930 in Berlin) war ein deutscher General der Infanterie sowie letzter Preußischer Kriegsminister und erster Chef der Heeresleitung der Reichswehr.

## Leben
Reinhardt war der Sohn des württembergischen Generalmajors August von Reinhardt (1827–1907) und dessen Ehefrau Emilie, geborene Widenmann. Er trat 1891 in das Grenadier-Regiment „Königin Olga“ (1. Württembergisches) Nr. 119 der Württembergischen Armee ein und avancierte ein Jahr später zum Leutnant. Ab 1904 war er Hauptmann im Großen Generalstab. Zwischen 1912 und 1915 war Reinhardt Erster Generalstabsoffizier im XIII. (Königlich Württembergisches) Armee-Korps. Im Jahr 1915 wurde Reinhardt als Major zum Generalstabschef dieses Armeekorps ernannt. Ein Jahr später war er Chef des Stabes der 11. Armee in Mazedonien. Im Jahr 1917 wurde Reinhardt als Oberst Chef des Stabes der 7. Armee in Frankreich. Am 4. November 1918 wurde Reinhardt aufgrund seiner bekannten bedeutenden Fähigkeiten als Departementsdirektor in das Preußische Kriegsministerium versetzt. Im Rang eines Divisionskommandeurs war er dort für die Demobilisierung der heimkehrenden Truppen verantwortlich.
Vom 3. Januar bis September 1919 war Reinhardt letzter Kriegsminister Preußens. Außerdem gehörte er dem Reichskabinett zwischen dem 13. Februar und dem 1. Oktober 1919 ohne Stimmrecht an. Im Zusammenhang mit der bevorstehenden Unterzeichnung des Versailler Vertrages und der Abtretung von Gebieten im Osten Deutschlands gehörte Reinhardt zu den Planern der Ausrufung eines selbstständigen Oststaates, von dem aus später eine nationale Erhebung in ganz Deutschland ausgehen sollte. Diese Ideen scheiterten an Wilhelm Groener.
Nach der Unterzeichnung des Versailler Vertrages kam es zu zentralen personellen und organisatorischen Veränderungen im Militär. Nach der Auflösung der Obersten Heeresleitung am 3. Juli 1919 wurde Gustav Noske am 20. August zum Reichswehrminister und Oberbefehlshaber der neuen Reichswehr ernannt. In diesem Zusammenhang endete am 13. September 1919 die Institution des preußischen Kriegsministers. Reinhardt wurde Befehlshaber der Reichswehrstelle Preußen. Diese Position baute er zu der eines Chefs der Heeresleitung aus und wurde zum Generalmajor befördert. Damit war er dem Chef des Truppenamtes Hans von Seeckt übergeordnet. Zwischen beiden kam es daraufhin zu Spannungen. Der Württemberger Reinhardt versuchte die Reichswehr auf eine loyale Haltung gegenüber der Weimarer Republik festzulegen, während der Preuße Seeckt der neuen Staatsform eher kritisch gegenüberstand. Noch vor Beginn des Kapp-Lüttwitz-Putsches forderte Walther von Lüttwitz von Friedrich Ebert neben der Auflösung der Weimarer Nationalversammlung auch die Ablösung Reinhardts.
Reinhardts Konkurrent Seeckt soll während des Putsches geäußert haben: „Truppe schießt nicht auf Truppe“. Reinhardt hingegen teilte als einziger hoher Militär die Meinung Noskes, dass man Gewalt nur mit Gewalt begegnen könne. Reinhardt hatte Gustav Noske in dessen Amtszeit als Reichswehrminister schätzen gelernt. Als Einziger aus der Reichswehrführung wollte er während des Putsches von 1920 militärisch gegen die Putschisten vorgehen. Nach dem Putsch schied er am 27. März 1920 aus dem Amt als Chef der Heeresleitung aus. Sein Nachfolger wurde ausgerechnet Seeckt. Danach war er von 1920 bis 1924 als Generalleutnant Befehlshaber des Wehrkreises V und Kommandeur der 5. Division in Stuttgart und damit auch Landeskommandant für Württemberg. Reinhardt wurde im Rahmen der Reichsexekution gegen Thüringen im Jahr 1923 mit der Ausübung der vollziehenden Gewalt und der Unterdrückung der proletarischen Hundertschaften beauftragt. Zuletzt war Reinhardt von 1925 bis 1927 General der Infanterie und Oberbefehlshaber des Gruppenkommandos 2 mit Sitz in Kassel.
Nach seinem Ausscheiden aus dem aktiven Dienst – er erhielt die Erlaubnis zum Tragen der Uniform des 13. (Württembergisches) Infanterie-Regiments – wurde er Initiator der Reinhardt-Kurse. Dabei ging es darum, Generalstabsoffiziere durch den Besuch von zivilen Universitäten zum Denken über den engeren militärischen Bereich hinaus anzuregen.
Die Reinhardt-Kaserne in Ellwangen ist nach ihm benannt.

## Auszeichnungen
- Eisernes Kreuz (1914) II. und I. Klasse[8]
- Pour le Mérite mit Eichenlaub[8]
- Roter Adlerorden IV. Klasse[8]
- Komturkreuz des Königlichen Hausordens von Hohenzollern mit Schwertern[8]
- Ehrenkreuz II. Klasse mit Schwertern des Fürstlichen Hausordens von Hohenzollern[8]
- Bayerischer Militärverdienstorden IV. Klasse mit Schwertern und mit Krone[8]
- Offizierskreuz des Albrechts-Ordens mit Schwertern[8]
- Ritterkreuz des Württembergischen Militärverdienstordens[8]
- Ehrenkreuz des Ordens der Württembergischen Krone[8]
- Komtur II. Klasse des Friedrichs-Ordens[8]
- Württembergisches Dienstehrenzeichen I. Klasse[8]
- Hessische Tapferkeitsmedaille[8]
- Hanseatenkreuz Hamburg[8]
- Braunschweiger Kriegsverdienstkreuz I. Klasse[8]
- Hanseatenkreuz Bremen[8]
- Ritterkreuz I. Klasse des Herzoglich Sachsen-Ernestinischen Hausordens mit Schwertern[8]
- Eiserner Halbmond[8]
- Komtur des Bulgarischen Militärverdienstordens[8]